# Cataloipus cymbiferus
Cataloipus cymbiferus är en insektsart som först beskrevs av Krauss 1877.  Cataloipus cymbiferus ingår i släktet Cataloipus och familjen gräshoppor. Inga underarter finns listade i Catalogue of Life.

## Bildgalleri

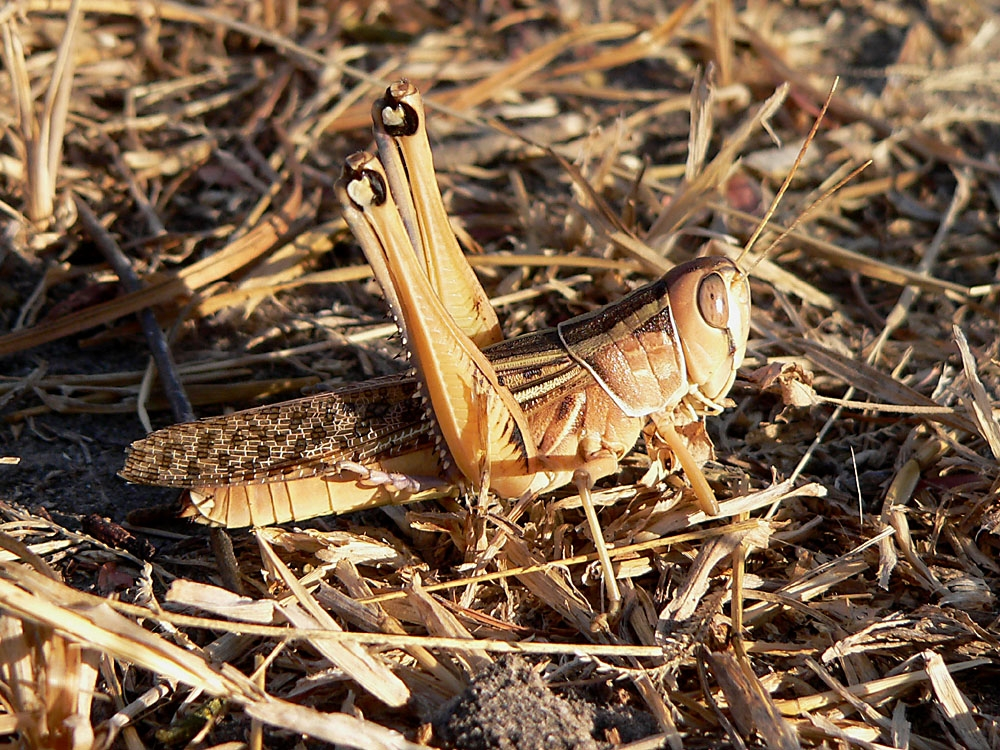